# کانتون بابا
کانتون بابا (به اسپانیایی: Cantón Baba) یک منطقهٔ مسکونی در اکوادور است که در استان لوس ریوس واقع شده‌است.